# Önums församling
Önums församling var en församling i Skara stift och i Vara kommun. Församlingen uppgick 2002 i Vara församling. 

## Administrativ historik
Församlingen har medeltida ursprung. 
Församlingen var annexförsamling i pastorat med församlingarna Skarstad, Hällum, Vara och Önum med Skarstads församling som moderförsamling till 1 maj 1920, sedan i Vara församling till 2002. Församlingen uppgick 2002 i Vara församling.

## Kyrkor
- Önums kyrka